# Saint-Jacut-de-la-Mer
Saint-Jacut-de-la-Mer (bret. Sant-Yagu-an-Enez) – miejscowość i gmina we Francji, w regionie Bretania, w departamencie Côtes-d’Armor.
Według danych na rok 1990 gminę zamieszkiwało 797 osób, a gęstość zaludnienia wynosiła 273 osoby/km² (wśród 1269 gmin Bretanii Saint-Jacut-de-la-Mer plasuje się na 666. miejscu pod względem liczby ludności, natomiast pod względem powierzchni na miejscu 1075.).